# Teenage Dream (sång)
Teenage Dream är en låt av den amerikanska artisten Katy Perry. Den släpptes som den andra singeln från hennes tredje studioalbum med samma namn den 23 juli 2010. Låten handlar om att hon vill ha en pojkvän. Musikvideon spelades in i Santa Barbara i Kalifornien och visar Perry med en man som skall föreställa hennes pojkvän.